# 普拉廷 (密蘇里州)
普拉廷（英語：Plattin）是位於美國密蘇里州傑佛遜縣的非建制地區。

## 歷史
普拉廷的郵局於1858年設立，其後於1941年停運。

## 地理
普拉廷所處的海拔為高於海平面136米（即446英呎），而該地所採用的時區為UTC-6，即北美中部時區（CST）。同時該地設有夏令時間，為UTC-6調快一小時，即UTC-5（CDT）。